# Commissione interprovinciale
La Commissione interprovinciale (anche detta Regione, Commissione regionale o Cupola regionale) nel gergo mafioso è un organo direttivo dell'organizzazione mafiosa denominata Cosa nostra che riunisce i rappresentanti mafiosi delle province di Palermo, Catania, Trapani, Agrigento, Caltanissetta ed Enna, da non confondere con la "Commissione provinciale", che invece ha la sua giurisdizione solo sulla provincia di Palermo.

## Storia
La prima "Commissione interprovinciale" venne creata negli anni cinquanta da Andrea Fazio, boss di Trapani, ma fu sciolta dopo l'esplosione della "Prima guerra di mafia" nel 1963. 
Venne poi ricreata nel 1975, su proposta di Giuseppe Calderone (che voleva evitare l'oligarchia di Greco, Liggio e Badalamenti), capo della Famiglia di Catania, il quale venne anche incaricato di dirigerla: venne stabilito che vi dovevano partecipare soltanto i rappresentanti mafiosi di ogni provincia siciliana (escluse quelle di Messina, Siracusa e Ragusa), i quali decisero il divieto assoluto di compiere sequestri di persona in Sicilia per porre fine ai rapimenti a scopo di estorsione operati dallo schieramento dei Corleonesi, guidati dal boss Luciano Liggio.
Secondo il collaboratore di giustizia Antonino Calderone, inizialmente le riunioni della «Regione» si tenevano mensilmente presso le singole province, ma in seguito si svolsero sempre presso la tenuta agricola di Michele Greco a Ciaculli.
Nel 1978 Calderone e Di Cristina vennero uccisi dai Corleonesi e la direzione della "Commissione interprovinciale" passò a Giuseppe Settecasi, che però venne pure assassinato nel 1981 nel quadro di un conflitto mafioso nella provincia di Agrigento che vide l'ascesa del boss Carmelo Colletti (legato a Bernardo Provenzano), il quale divenne il nuovo rappresentante provinciale di Agrigento; la direzione della "Commissione interprovinciale" passò allora al boss Michele Greco (rappresentante mafioso della provincia di Palermo in quanto dirigeva la Commissione provinciale).
Secondo il collaboratore di giustizia Antonino Giuffrè, nel 1983 avvenne un incontro nelle campagne di Caccamo a cui parteciparono i boss Salvatore Riina, Bernardo Provenzano, Michele Greco, Bernardo Brusca, il fratello di Nitto Santapaola (in rappresentanza della provincia di Catania), Carmelo Colletti (per la provincia di Agrigento), Giuseppe "Piddu" Madonia (per le province di Caltanissetta ed Enna) ed alcuni mafiosi della provincia di Trapani; nel corso della riunione venne deciso che la direzione della "Commissione interprovinciale" passava direttamente a Riina.
Dopo l'arresto di Riina e di altri rappresentanti provinciali, non si hanno più notizie di riunioni allargate della Commissione interprovinciale ma soltanto incontri tra singoli membri, come dimostrato dalle indagini del ROS scaturite dalle informazioni del confidente Luigi Ilardo.

### Situazione attuale
Per quanto tradizionalmente il potere assoluto sull'intera organizzazione non possa essere concentrato nelle mani di un padrino estraneo a Palermo e, sebbene dopo l'arresto di Salvatore Riina, non vi siano più state prove di vere e proprie riunioni dell'interprovinciale, alcuni inquirenti si sono esplicitamente riferiti a Matteo Messina Denaro come all'attuale capo assoluto della Cupola regionale, sebbene altri, come il questore Renato Cortese, hanno affermato di «ritenere difficile che Matteo Messina Denaro sia al vertice regionale di Cosa Nostra. I palermitani hanno sempre mal tollerato i corleonesi. Secondo me, quindi, Messina Denaro non può essere l’erede di Riina. Sicuramente, ha un ruolo importante a livello provinciale».

## Attività e funzioni
Questo organismo direttivo si riuniva solitamente per deliberare su importanti decisioni riguardanti gli interessi mafiosi di più province che esulavano dall'ambito provinciale e che interessavano i territori di altre Famiglie.

## Composizione
È formata dai rappresentanti mafiosi di ogni provincia siciliana, escluse quelle di Messina, Siracusa e Ragusa, dove Cosa nostra è tradizionalmente assente.

### La prima Commissione
La prima Commissione interprovinciale del 1975 era composta da:
- Giuseppe "Pippo" Calderone (rappresentante della provincia di Catania), segretario. Ucciso dai Corleonesi nel 1978.
- Gaetano "Tano" Badalamenti (rappresentante della provincia di Palermo), già segretario della Commissione provinciale. Espulso dalla Commissione nel 1978 e sostituito da Michele Greco.[4]
- Giuseppe Settecasi (rappresentante della provincia di Agrigento). Ucciso ad Agrigento nel 1981.
- Nicola Buccellato (rappresentante della provincia di Trapani). Dimessosi dalla carica nel 1982.
- Giuseppe Di Cristina (rappresentante della provincia di Caltanissetta). Ucciso dai Corleonesi a Palermo nel 1978.
- Giovanni Mungiovino (rappresentante della provincia di Enna). Ucciso dai Corleonesi nel 1983 lungo la Strada Statale 117 bis.[11]

Nel 1978 i Corleonesi uccisero Giuseppe Calderone e Nitto Santapaola prese il suo posto come rappresentante della provincia di Catania. Come nuovo segretario della Commissione interprovinciale al posto di Calderone fu nominato Giuseppe Settecasi, che però fu ucciso nel 1981 dai Corleonesi e sostituito a sua volta da Michele Greco, già segretario della Commissione provinciale di Palermo e legato a Totò Riina. Ucciso Di Cristina nel 1978, la reggenza della provincia di Caltanissetta venne invece momentaneamente assunta da Giuseppe "Peppe Nasca" Sorce, allora capomandamento di Mussomeli.

### La Commissione dopo il 1983
Alla fine della seconda guerra di mafia (1983), che sancì la vittoria dei Corleonesi in ambito regionale, la carica di segretario passò da Michele Greco direttamente a Riina; la Commissione venne così composta:
- Salvatore "Totò" Riina (rappresentante della provincia di Palermo), segretario. Arrestato a Palermo il 15 gennaio 1993 dopo ventiquattro anni di latitanza.[6]
- Giuseppe "Piddu" Madonia (rappresentante della provincia di Caltanissetta), vice-segretario. Arrestato a Longare (VI) l'8 settembre 1992 dopo nove anni di latitanza.
- Benedetto "Nitto" Santapaola (rappresentante della provincia di Catania). Arrestato a Mazzarrone (CT) il 18 maggio 1993 dopo undici anni di latitanza.
- Francesco Messina Denaro (rappresentante della provincia di Trapani). Morto di morte naturale in latitanza nel 1998.
- Carmelo Colletti (rappresentante della provincia di Agrigento). Ucciso nel 1983.
- Francesco "Ciccio" Seggio (rappresentante della provincia di Enna). Vittima di "lupara bianca" nel 1990.

A causa di rivalità con altri mafiosi agrigentini, Carmelo Colletti venne ucciso in un agguato nel 1983 mentre Francesco Seggio cadde in disgrazia agli occhi dei Corleonesi nella metà degli anni '80 e perciò sostituito e successivamente eliminato con il metodo della "lupara bianca". A sostituirli furono:
- Giuseppe Di Caro (rappresentante della provincia di Agrigento). Ucciso dalla "Stidda" nel 1991. Sostituito da Simone "Peppe" Capizzi, capomandamento di Ribera, arrestato nell'ottobre 1993.[13][14]
- Paolo Valvo (rappresentante della provincia di Enna). Morto di vecchiaia e sostituito da Salvatore Saitta, a sua volta ucciso a Barrafranca il 25 giugno 1992.[15][16]

### La Commissione dopo il 1993
Dopo l'arresto di Riina, il posto di quest'ultimo fu inizialmente preso da Benedetto Santapaola, che però venne arrestato subito dopo e dovette quindi abdicare in favore di Leoluca Bagarella, che divenne il nuovo capo della Commissione, ma venne arrestato nel 1995. In seguito la leadership passò a Bernardo Provenzano, che verrà arrestato nel 2006. A seguito delle stragi del '92 e alla risposta dello Stato che ne seguì, molti membri della Commissione finirono dietro le sbarre e furono sostituiti dal cosiddetto reggente, mentre Francesco Messina Denaro, ormai anziano, venne sostituito dal figlio Matteo:
- Leoluca Bagarella (rappresentante della provincia di Palermo), capo della Commissione, venne arrestato il 24 giugno 1995, dopo 4 anni di latitanza,
- Eugenio Galea e Vincenzo Aiello (rappresentanti della provincia di Catania), il primo arrestato nel 1995 a Pedara (CT) dopo due anni di latitanza,[18] mentre il secondo nel 1994, dopo otto mesi di latitanza.
- Salvatore Fragapane (rappresentante della provincia di Agrigento). Arrestato nel 1995 a Casteltermini (AG).
- Domenico "Mimì" Vaccaro (rappresentante della provincia di Caltanissetta). Arrestato nel 1994 a San Cataldo (CL).
- Matteo Messina Denaro (rappresentante della provincia di Trapani). Arrestato nel 2023 a Palermo, dopo 30 anni di latitanza.
- Raffaele Bevilacqua (rappresentante della provincia di Enna). Arrestato nel 1992 nell'ambito del blitz "Leopardo", continuò comunque a mantenere le redini della provincia; rilasciato, fu nuovamente arrestato nel 2003.[19]

Nel 1994, Domenico Vaccaro venne sostituito alla provincia di Caltanissetta da una co-reggenza composta dal fratello Lorenzo, ucciso a Catania nel 1998 su ordine di Vito Vitale, e da Luigi Ilardo, ucciso anch'esso a Catania nel 1996 perché si scoprì che era diventato confidente del ROS dei carabinieri. Per la provincia di Catania, il duo Galea-Aiello venne invece soppiantato da Sebastiano "Nuccio" Cannizzaro, a sua volta arrestato nel 1998 nel corso del blitz "Orione".

### La nuova mafia di Provenzano
- Bernardo Provenzano (rappresentante della provincia di Palermo), capo della Commissione, arrestato dopo quasi 43 anni di latitanza l'11 aprile 2006.
- Francesco "Ciccio" La Rocca (rappresentante della provincia di Catania). Arrestato nel 2005.[22][23]
- Angelo Schillaci (rappresentante della provincia di Caltanissetta). Arrestato nel 2004.
- Salvatore "Totò" Di Ganci (rappresentante della provincia di Agrigento). Arrestato a Palermo nel 1999 dopo cinque anni di latitanza.[24] Sostituito da Calogero Di Caro, arrestato nel 2002.[25]
- Matteo Messina Denaro (rappresentante della provincia di Trapani). Arrestato nel 2023 a Palermo, dopo 30 anni di latitanza.
- Raffaele Bevilacqua (rappresentante della provincia di Enna). Arrestato nuovamente nel 2006 per omicidio e condannato all'ergastolo.[26] Sostituito da Salvatore "Turi" Seminara, braccio destro di "Ciccio" La Rocca, che così pose sotto la sua "tutela" anche l'intera provincia di Enna.[27]

In un incontro tra le famiglie mafiose di Agrigento il 14 luglio 2002 a Santa Margherita di Belice si pensa che i capi mafiosi abbiano nominato un nuovo capo provincia dopo l'arresto di Calogero Di Caro, il capo da Canicattì. Il capo dei capi Bernardo Provenzano appoggiò Giuseppe Falsone, mentre il suo rivale Maurizio Di Gati fu appoggiato da Nino Giuffrè. La polizia interruppe l'incontro. Di Gati riuscì a scappare prima dell'irruzione ma non divenne capo provincia a causa dell'arresto di Giuffrè e dell'opposizione di Provenzano. Il rappresentante provinciale divenne perciò Falsone, che venne arrestato in Francia il 25 giugno 2010 dopo undici anni di latitanza.

### Il dopo Provenzano
- Salvatore Lo Piccolo (rappresentante della provincia di Palermo). Arrestato nel 2007 a Giardinello (PA) dopo venticinque anni di latitanza.
- Vincenzo Aiello (rappresentante della provincia di Catania). Arrestato nel 2009 nel corso di un summit mafioso a Belpasso (CT).[29]
- Giuseppe Modica (rappresentante della provincia di Caltanissetta). Arrestato nel 2011 nel corso dell'operazione "Grande Vallone".[30]
- Matteo Messina Denaro (rappresentante della provincia di Trapani). Arrestato nel 2023 a Palermo, dopo 30 anni di latitanza.
- Giuseppe Falsone (rappresentante della provincia di Agrigento). Arrestato a Marsiglia nel 2010 dopo undici anni di latitanza.
- Salvatore "Turi" Seminara (rappresentante della provincia di Enna). Scarcerato nel 2013 e riarrestato nello stesso anno.[31]

## Segretari della Commissione
- c. 1950-1957 — Andrea Fazio[1][N 2]
- 1957-1975 — Salvatore ''Ciaschiteddu'' Greco[N 3]
- 1975-1978 — Giuseppe "Pippo" Calderone[N 4]
- 1978-1983 — Michele "Il Papa" Greco
- 1983-1993 — Salvatore "Totò u' Curtu" Riina
- 1993-1995 — Leoluca Bagarella
- 1995-2006 — Bernardo Provenzano
- 2006-2007 — Salvatore "Il Barone" Lo Piccolo
- 2007-2023 — Matteo "U siccu" Messina Denaro